# ديريك سميث (لاعب كرة قدم أمريكي)
ديريك سميث (بالإنجليزية: Derrick Smith)‏ (26 سبتمبر 1991 في الولايات المتحدة - ) هو لاعب كرة قدم أمريكي في مركز الدفاع. شارك مع منتخب الجزر العذراء الأمريكية لكرة القدم. أما مع النوادي، فقد لعب مع Pittsburgh Panthers ‏.

## وصلات خارجية
- ديريك سميث على موقع الاتحاد الدولي (مؤرشف)  (الإنجليزية)
- ديريك سميث على موقع قاعدة بيانات كرة القدم.إي يو (الإنجليزية)
- ديريك سميث على موقع ناشيونال فوتبول تيمز (الإنجليزية)
- ديريك سميث على موقع Soccerway.com (الإنجليزية)